# Bertha (Tochter Karls des Großen)
Bertha, auch Berta sowie Berhta oder Berchta, (* 775; † nach Januar 828) war eine karolingische Adelige.

## Leben

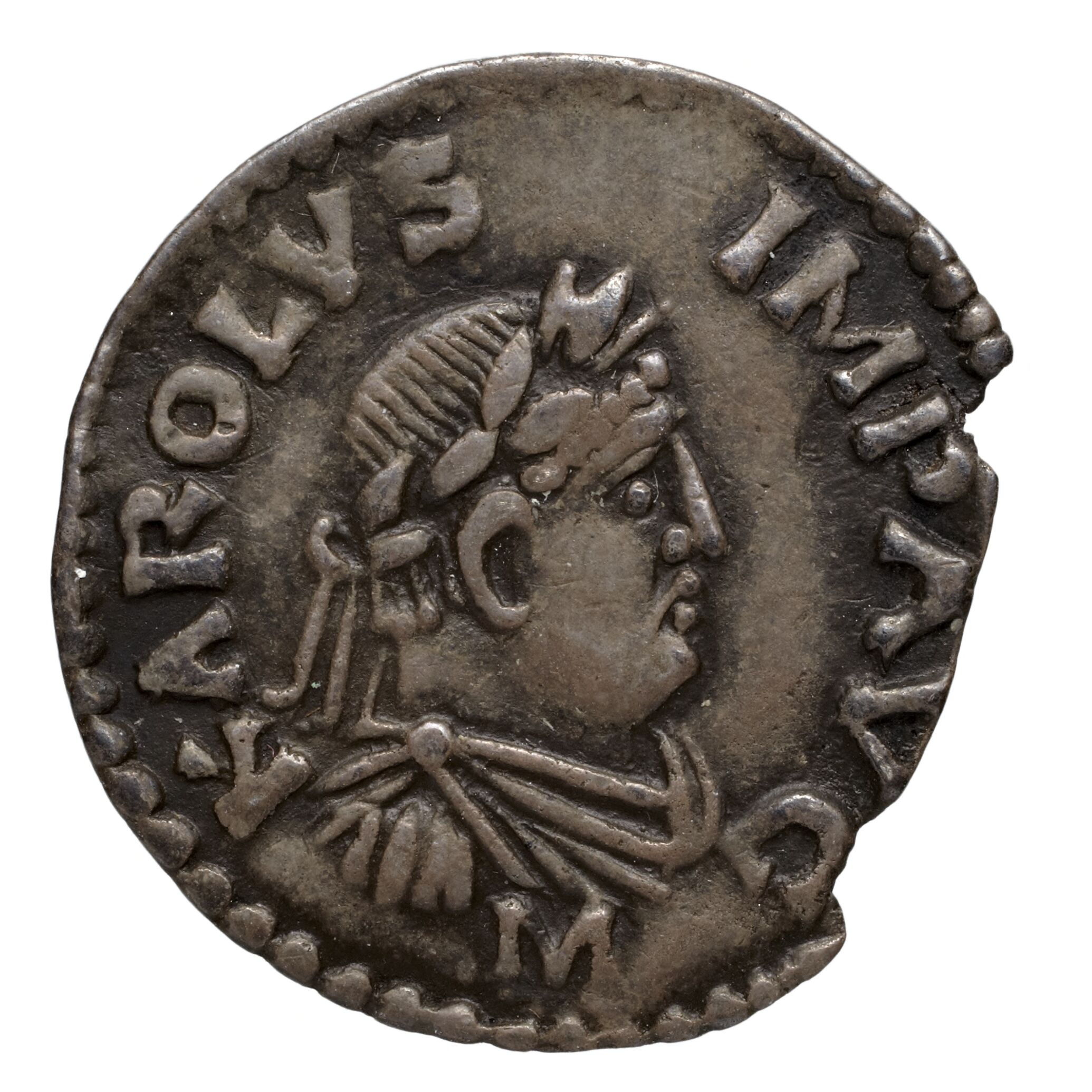
Bertas Vater: Karl der Große auf einem Silberpfennig (Denarius) aus Mainz

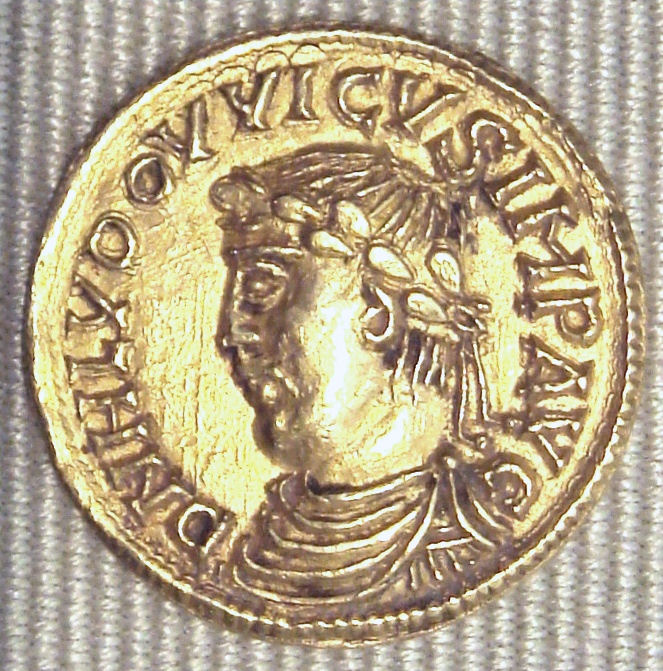
Bertas Bruder: Kaiser Ludwig der Fromme auf einer Goldmünze von anderthalb Schilling (Sesquisolidus)

Die Tochter Karls des Großen aus der Ehe mit Hildegard aus Schwaben wurde nach dem Tod ihres Vaters im Jahre 814 aufgrund ihrer Lebensweise von ihrem Bruder, Kaiser Ludwig dem Frommen, des Hofes verwiesen.
Bertha hatte eine uneheliche Beziehung mit Angilbert, einem Minister Karls des Großen und späteren Vorsteher des Klosters Centulum  / Sancti Richarii monasterium (französisch Saint-Riquier) in der Picardie. Diese Beziehung ist der Ursprung der Sage von Eginhard und Emma, die im Chronicon laurishamense, der aus dem 12. Jahrhundert stammenden Chronik des Klosters Lorsch, überliefert ist.
Aus dieser Beziehung hatte sie zwei Kinder, Hartnid und Nithard. Beim Letztgenannten handelt es sich um den Geschichtsschreiber der vierbändigen Historien (Historiarum Libri IV) aus dem 9. Jahrhundert. Er beschreibt am Ende des vierten Buches seine Herkunft selbst: Angilbertus, vir memorabilis ....Qui ex eiusdem magni regis filia nomine Berchta, Hartnidum, fratrem meum, et me Nithardum genuit. Ihr anderer Sohn, Hartnid, ist bereits 813 verstorben.
Im Werdener Urbar, welches nach dem Ende der Normanneneinfälle niedergeschrieben wurde (nach 890), wird Bertha noch einmal erwähnt. Dort steht geschrieben, dass die Tochter Karls des Großen dem Kloster Werden an der Ruhr (S. Liudgerum) umfangreiche Schenkungen gemacht hat. Dabei handelt es sich um Liegenschaften links und rechts des Rheins zwischen Krefeld und Duisburg (Friemersheim, Rumeln usw.).